# Stygobromus flagellatus
Stygobromus flagellatus är en kräftdjursart som först beskrevs av James Everard Benedict 1896.  Stygobromus flagellatus ingår i släktet Stygobromus och familjen Crangonyctidae. IUCN kategoriserar arten globalt som sårbar. Inga underarter finns listade i Catalogue of Life.